# Léon... tout court
Pour plus de détails, voir Fiche technique et Distribution.
Léon... tout court est un film français réalisé par Joe Francis et sorti en 1932.

## Fiche technique
- Titre : Léon... tout court
- Réalisation : Joe Francis
- Scénario : Jean-Louis Bouquet
- Photographie : Robert Batton et Albert Viguier
- Son : Robert Biard et Tony Leenhardt
- Musique : Géo Sundy et Georges Tzipine
- Interprète des chansons : Léon Raiter
- Production : Alex Nalpas
- Société de production : Les Films Alex Nalpas
- Pays de production :  France
- Langue originale : français
- Format : noir et blanc - 1,37:1 - 35 mm - son mono
- Genre : comédie
- Durée : 53 minutes
- Date de sortie : France - 30 septembre 1932[1]

## Distribution
- Léon Raiter
- Olga Valery
- Josette Day
- Henri Debain
- André Deed
- Marcel Barencey
- Odette Barencey
- William Burke
- Gaston Orbal
- Denise Pâques
- Albert Huard